# Свято-Троицкий храм (Большая Мартыновка)
Свято-Троицкий храм в Большой Мартыновке ― церковь в селе Большая Мартыновка, Ростовская область. Относится к Волгодонской и Сальской епархии. В первоначальном, деревянном виде построена в 1799 году. В 1896 году была возведена заново, на этот раз из камня. Единственная церковь в России, заложенная в честь коронации императора Николая II. Является памятником архитектуры XIX века. Свято-Троицкий храм выполнен в русском стиле.

## История

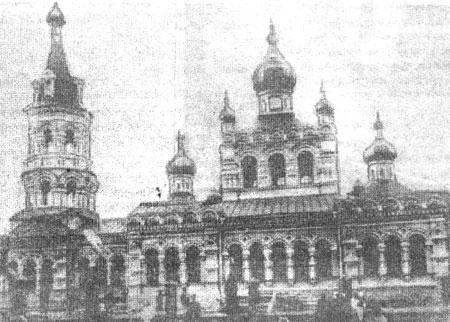
Храм до революции

Первый Свято-Троицкий храм в Большой Мартыновке был построен ещё в 1799 году из дерева. Деньги на строительство пожертвовал генерал-майор Дмитрий Мартынович Мартынов. При церкви имелась часовня в память кончины  Александра II.
В 1895 году Мартыновское церковно-приходское попечительство приняло решение о начале строительства новой церкви на месте Свято-Троицкого храма.
Место постройки храма было освящено 26 мая 1896 года, в день коронации Николая II. Первый камень был заложен на следующий день.

Храм в 2001 году

Средств на проведение строительных работ у прихожан не хватало, поэтому на приходском сборе в 1900 году было решено обратиться за поддержкой к руководству епархии и просьбой на открытие сбора пожертвований. В том же году было начато строительство по проекту архитектора А.И. Мельникова, который был разработан несколькими десятилетиями раньше. Основные строительные работы были закончены в 1904 году.
По словам местных жителей, в храме с церковным хором выступал Фёдор Шаляпин.
В храме имеется три придела: главный ― во имя Святой Троицы, правый ― во имя мученицы царицы Александры, левый ― во имя святителя Николая Мирликийского.
В 1930 году церковь была закрыта, и в её здании сначала размещалось зернохранилище, а затем ― мастерская машинно-тракторная станции и хозяйственный склад. Росписи были замазаны штукатуркой, иконостас разрушен, колокола сброшены. В 1945 году храм был возвращён верующим, но лишь частично: на 4/5 его площади по-прежнему размещалось зернохранилище, что создавало большие неудобства для прихожан, однако несмотря на заявления Ростовского Епархиального Управления с требованием об освобождении церкви от посторонних организаций, властями никаких мер к этому принято не было.
В 1963 году церковь была повторно закрыта на основании того, «что в связи с распадом религиозного православного общества на протяжении года не работала».
В 1991 году помещение церкви было освобождено от склада и в нём начались проводиться богослужения. В 1994 году начались реставрационные работы. В 2002 году была освящена архиепископом Ростовским и Новочеркасским Пантелеимоном. В 2004 году была восстановлена колокольня.
В храме имеются частицы мощей Матроны Московской, Павла Таганрогского и великомученика Тимофея. Церковь посещают в основном местные жители, а не приезжие, что объясняется низким уровнем развития инфраструктуры села.